# Uvaria leandrii
Uvaria leandrii este o specie de plante angiosperme din genul Uvaria, familia Annonaceae, descrisă de Jean H.P.A. Ghesquière, Alberto Judice Leote Cavaco și Monique Keraudren. Conform Catalogue of Life specia Uvaria leandrii nu are subspecii cunoscute.